# Лайка (собака-космонавт)
Ла́йка (1954 — 3 ноября 1957) — собака-космонавт, первое животное, выведенное на орбиту Земли. Была запущена в космос 3 ноября 1957 года в половине шестого утра по московскому времени на советском корабле «Спутник-2». На тот момент Лайке было около трёх лет.
Возвращение Лайки на Землю конструкцией космического аппарата не предусматривалось. Собака погибла во время полёта через 5—7 часов после старта от перегрева, хотя предполагалось, что она проживёт на орбите около недели.

## Спутник-2
В конструировании герметичной кабины «Спутника-2», в которой должна была лететь Лайка, помимо конструкторов участвовали медики и инженеры В. И. Данилейко, А. Л. Гребенев, В. С. Георгиевский, В. Г. Буйлов и А. И. Афанасьев. Герметичная кабина выглядела как цилиндр с выпуклым дном. В кабине имелись автомат питания, система кондиционирования, которая представляла собой регенерационную установку.
Устройство регенерации воздуха, рассчитанное на 7 суток работы, состояло из пластин высокоактивных химических соединений, через которые проходил воздух для обогащения кислородом и удаления водяных паров и углекислого газа. Устройства регенерации были расположены в специальных кожухах слева и справа от собаки. Их разработкой занимались А. Д. Серяпин и З. С. Скуридина.
Объединение «Биофизприбор» занималось разработкой аппаратуры «КМА-01» для регистрации данных физиологии животного. «КМА-01» мог регистрировать пульс, частоту дыхания, кровяное давление, снимать электрокардиограмму и температуру тела.
Автомат кормления являлся автоматическим контейнером, в герметичных ячейках которого была желеобразная питательная смесь. Два раза в сутки автомат открывал крышку контейнера с пищей, богатой белками, жирами, углеводами, витаминами и водой. Наряду с созданием автомата кормления был также разработан оптимальный рацион питания собаки.

## Подготовка

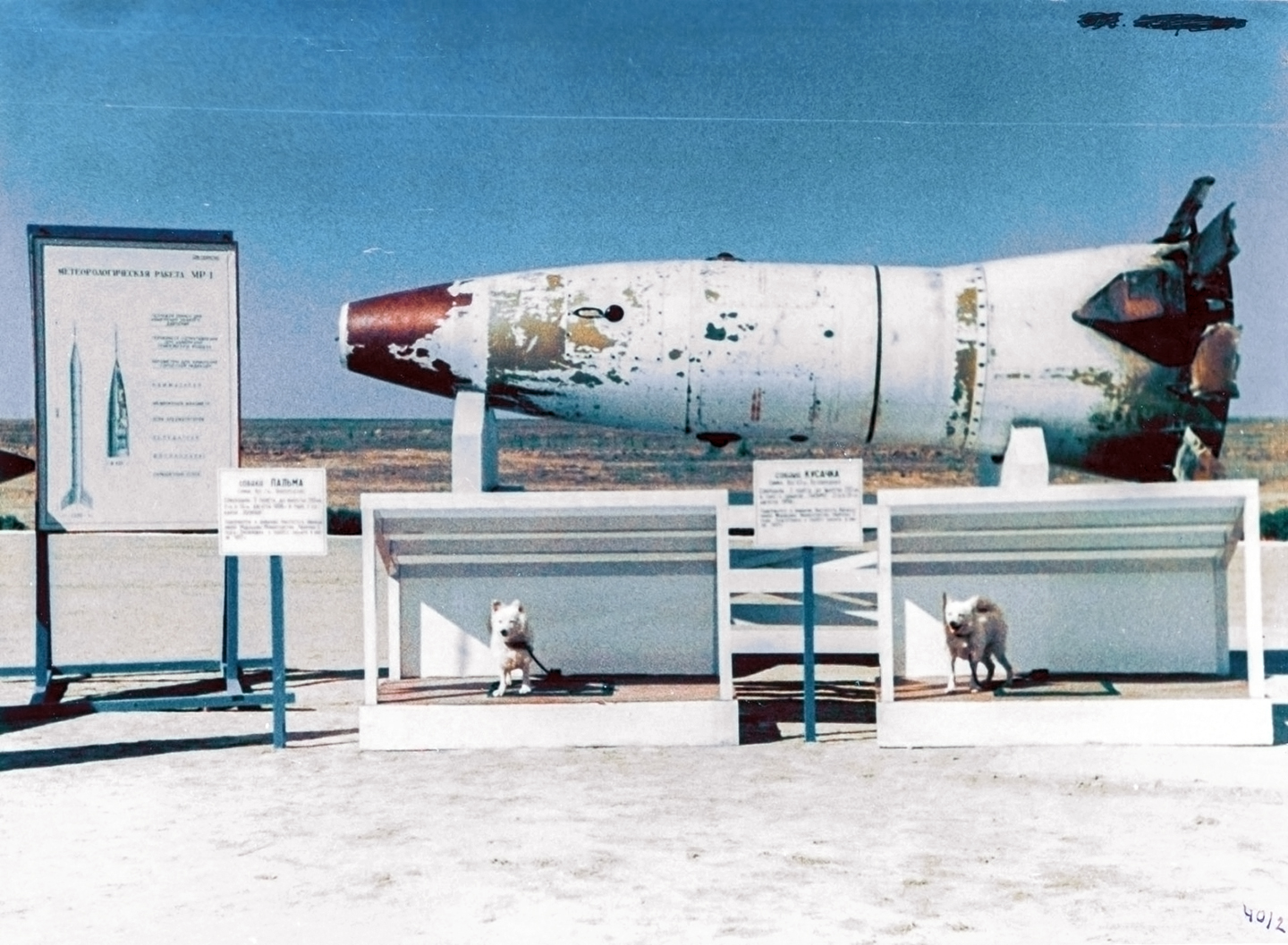
Ракета Р-2А с двумя собаками-испытателями (Пальма и Кусачка), полигон Капустин Яр

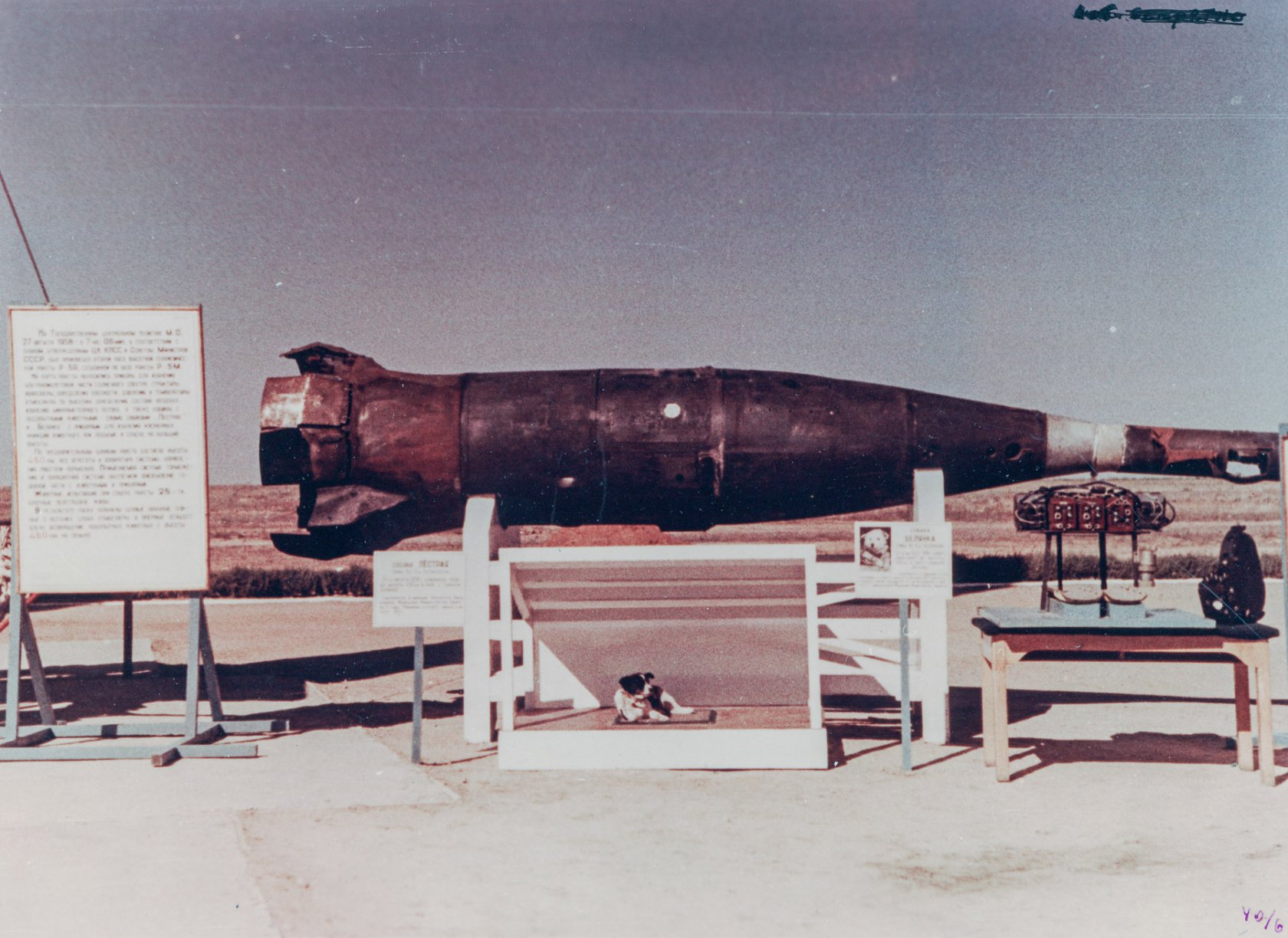
Головная часть ракеты Р-5А и собака Пестрая после спуска, 1957 год, полигон Капустин Яр

Подбор и подготовку собаки к полёту выполнили в  Научно-исследовательском испытательном институте авиационной медицины военно-воздушных сил (НИИИ АМ ВВС).
Для экспериментальных запусков с целью подтверждения безопасности космических полётов предлагались мыши, крысы и собаки. Рассматривался вариант запусков и с обезьянами, но выбор пал на собак, так как они лучше поддаются дрессировке и спокойнее, чем обезьяны.
Конструкторы установили предел массы собак в 6-7 кг, однако маленькие породистые собаки не годились для полёта: чаще всего они были изнежены, слишком требовательны к пище и недостаточно выносливы. Поэтому собак отбирали из приюта для бездомных животных. По рекомендациям специалистов по кино-, фото- и телеаппаратуре решено было отбирать белых собак, потому что белые лучше выглядели в кадре. Из всех белых затем отсеивали по результатам тренировок в барокамерах, на центрифугах и вибростендах.
Из 10 собак 3 претендовали на первый космический полёт с живым существом на борту: Альбина, Муха и Лайка. Альбина уже совершила 2 суборбитальных полёта, но её пожалели, потому что она была беременна, и решили, что она будет дублёром, а Муху не выбрали из-за небольшой кривизны лап, что выглядело бы некрасиво на фотографиях, и сделали «технологической собакой» — на ней тестировали работу аппаратуры и различных систем.
Настоящая кличка собаки была Кудрявка, но персонал переименовал её в Лайку из-за звонкого лая.
Перед полётом Лайке сделали операцию, в ходе которой установили датчики дыхания на рёбра и датчик пульса около сонной артерии.
В течение последнего этапа собак тренировали длительное время в макете контейнера. Когда Лайка была уже на Байконуре, её сажали на несколько часов в кабину, где она привыкала к кормушке, ношению датчиков, комбинезона, ассенизационному устройству и нахождению в замкнутом пространстве.
Комбинезон Лайки крепился к контейнеру маленькими тросиками. Их длина позволяла Лайке принимать лежачее и сидячее положение, а также немного передвигаться назад—вперёд. В нижней трети тросиков стояли контактно-реостатные датчики, назначением которых была регистрация двигательной активности.
Утром 31 октября 1957 года началась подготовка к посадке в спутник. Лайке обработали кожу разбавленным спиртом, места выходов проводов от датчиков обработали йодом. В середине дня Лайку посадили в герметичную камеру, в час ночи её установили на ракету. Незадолго до полёта пришлось разгерметизировать камеру и дать попить воды: наблюдающему медперсоналу показалось, что собака хочет пить.

## Полёт Лайки
Запуск «Спутника-2» был произведён 3 ноября 1957 года.
Телеметрические данные показывали, что после действий перегрузок, когда Лайка уже оказалась в невесомости, частота пульса восстановилась до почти нормальных значений, двигательная активность стала умеренной, движения — непродолжительные и плавные. Но времени для нормализации пульса понадобилось в 3 раза больше, чем в наземных экспериментах. Электрокардиограмма не показала никаких патологических изменений.
Лайка была жива в течение 4 витков вокруг Земли. Из-за ошибки расчёта площади спутника и отсутствия системы терморегулирования температура за это время поднялась до 40 °C. Собака умерла от перегрева. Сам же спутник совершил 2370 витков вокруг Земли, затем сгорел в атмосфере 14 апреля 1958 года.
Специальная комиссия из ЦК и Совета Министров не поверила, что Лайка умерла из-за конструкторской ошибки, и приказала провести на Земле эксперименты с похожими условиями, в результате которых погибло ещё 2 собаки.

## Реакция

Памятник Лайке на территории НИИ авиационной медицины

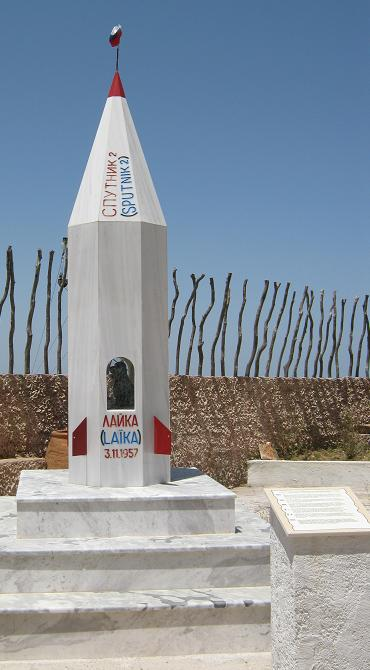
Памятник Лайке на Крите

Пресса в СССР не сразу осознала значимость события. ТАСС официально сообщило о запуске «Спутника-2» в тот же день, но в статье сначала было перечислено всё научно-исследовательское оборудование и только в конце было написано, что на борту находится собака по кличке Лайка. В западной же прессе это стало сенсацией. В статьях выражали восхищение ею и одновременно переживали. «Самая лохматая, самая одинокая, самая несчастная в мире собака» — так писала «The New York Times» в своём номере от 5 ноября 1957 года.
В течение 7 дней СССР передавал данные о самочувствии уже мёртвой собаки. Только спустя неделю с момента запуска СССР сообщил о том, что якобы усыпили Лайку. Это вызвало небывалый шквал критики в западных странах со стороны защитников животных. В Кремль пришло много писем с протестами против жестокого обращения с животными и даже с саркастическими предложениями послать Первого секретаря ЦК КПСС Н. С. Хрущёва в космос вместо собаки.

В своей книге «Роды без страха» Грентли Дик-Рид, английский акушер-гинеколог, живший в то время, описывает реакцию Европы: 
Мне случилось увидеть в газете одну фотографию, вызвавшую шквал писем и откликов, в которых клеймили жестокость русских. Их обвиняли в том, что во имя науки они оскверняют жизнь. Это была фотография маленькой собачки, которую русские послали в космос на борту космического корабля. Передние и задние лапы собаки были привязаны ремнями, на морде застыло жертвенное выражение. Она была в оковах, но обеспечена запасом искусственного питания и кислородом. Я помню, как эту наводящую ужас фотографию подсунул мне под нос мой приятель-врач с выражением на лице, на котором читался вопрос: «Ну и как тебе это?»

Некоторые сотрудники, участвовавшие в подготовке Лайки, психологически тяжело перенесли смерть собаки. Советский физиолог О. Г. Газенко так рассказывал о своём психологическом состоянии уже после запуска Лайки:
Сам по себе запуск и получение… информации — всё очень здорово. Но когда ты понимаешь, что нельзя вернуть эту Лайку, что она там погибает, и что ты ничего не можешь сделать, и что никто, не только я, никто не может её вернуть, потому что нет системы для возвращения, это какое-то очень тяжёлое ощущение. Знаете? Когда я с космодрома вернулся в Москву, и какое-то время ещё ликование было: выступления по радио, в газетах, я уехал за город. Понимаете? Хотелось какого-то уединения.О. Г. Газенко
В ответ на неожиданно сильную негативную реакцию на гибель собаки-космонавта в СССР были выпущены сигареты «Лайка».
Лайка была единственной собакой в советской ракетной программе, программа полёта которой не предусматривала выживания подопытного. Геофизические ракеты, запускавшиеся в более ранних экспериментах, имели отделяемый контейнер, совершавший мягкую посадку на парашюте. Все аппараты, выводимые после, имели спускаемый аппарат. Полёт Лайки стал исключением из-за исключительной ситуации. В начале 1956 года было принято решение о создании аппарата, на котором собака смогла бы совершить орбитальный полёт. В его рамках предусматривалось её возвращение на Землю - и до 4 октября 1957 года не планировалось посылать в полёт собак без возможности вернуться.
Запуск первого спутника вызвал всемирный резонанс. Спутник успешно вышел на орбиту и стал функционировать с первого раза, поэтому осталась готовая к запуску ракета-дублёр. Таким образом, появилась возможность развить успех при помощи более обширной научной программы, и важно было это сделать к 40-й годовщине Октябрьской социалистической революции. Постановление о запуске спутника с «биообъектом» на борту было принято 11 октября, и второй спутник собирался в авральном режиме. На завершение работ над спускаемым аппаратом требовалось ещё несколько лет, поэтому альтернативы гибели собаки по завершении программы не было.

## Значение полёта
Эксперимент подтвердил, что живое существо может пережить запуск на орбиту и невесомость. Первыми животными, благополучно вернувшимися из орбитального космического полёта, были собаки Белка и Стрелка. Советские учёные в те годы выбрали для космических испытаний собак, американские — обезьян-шимпанзе.
11 апреля 2008 года в Москве на Петровско-Разумовской аллее на территории Института военной медицины, где готовился космический эксперимент, был установлен памятник Лайке (скульптор — Павел Медведев). Двухметровый памятник представляет собой космическую ракету, переходящую в ладонь, на которой гордо стоит Лайка.